# Mihai Luca
Mihai Luca (n. 17 martie 1988, Suceava) este un jucător de fotbal român care evoluează la clubul CSM Pașcani.